# 张士琅
张士琅（1881年—1964年），字德纲，洗名方济各·沙勿略，男，江苏川沙（今属上海）人，中国天主教人物，曾任第二、三届全国政协委员。